# Pararge postherdonia
Pararge postherdonia är en fjärilsart som beskrevs av Ruggero Verity 1927. Pararge postherdonia ingår i släktet Pararge och familjen praktfjärilar. Inga underarter finns listade i Catalogue of Life.